# Woodruff (Utah)
Woodruff é uma cidade  localizada no estado norte-americano de Utah, no Condado de Rich.

## Demografia
Segundo o censo norte-americano de 2000, a sua população era de 194 habitantes.
Em 2006, foi estimada uma população de 187, um decréscimo de 7 (-3.6%).

## Geografia
De acordo com o United States Census Bureau tem uma área de
1,4 km², dos quais 1,4 km² cobertos por terra e 0,0 km² cobertos por água. Woodruff localiza-se a aproximadamente 1932 m acima do nível do mar.

## Localidades na vizinhança
O diagrama seguinte representa as localidades num raio de 52 km ao redor de Woodruff.